# 藤村広志
藤村 広志（ふじむら ひろし、1956年（昭和31年）11月1日 -  ）は、日本の実業家。清水建設副社長。

## 来歴
山口県出身。1979年西南学院大学経済学部を卒業。

## 略歴
- 1975年3月 山口県立豊浦高等学校卒業
- 1979年3月 西南学院大学経済学部卒業
- 1979年3月 清水建設入社
- 2015年4月 執行役員 建築事業本部 営業本部 副本部長
- 2017年4月 常務執行役員 建築総本部 営業本部 副本部長
- 2018年4月 常務執行役員 営業総本部 建築営業本部長
- 2019年4月 専務執行役員 営業総本部 建築営業本部長
- 2020年6月 取締役専務執行役員

　　　　　　営業総本部長 夢洲プロジェクト室長
- 2021年4月 取締役副社長 副社長執行役員 営業総本部長

　　　　　　夢洲プロジェクト室 副室長
- 2022年4月 取締役副社長 副社長執行役員 営業総本部長

　　　　　　夢洲プロジェクト室 営業担当（現任）